# 克隆

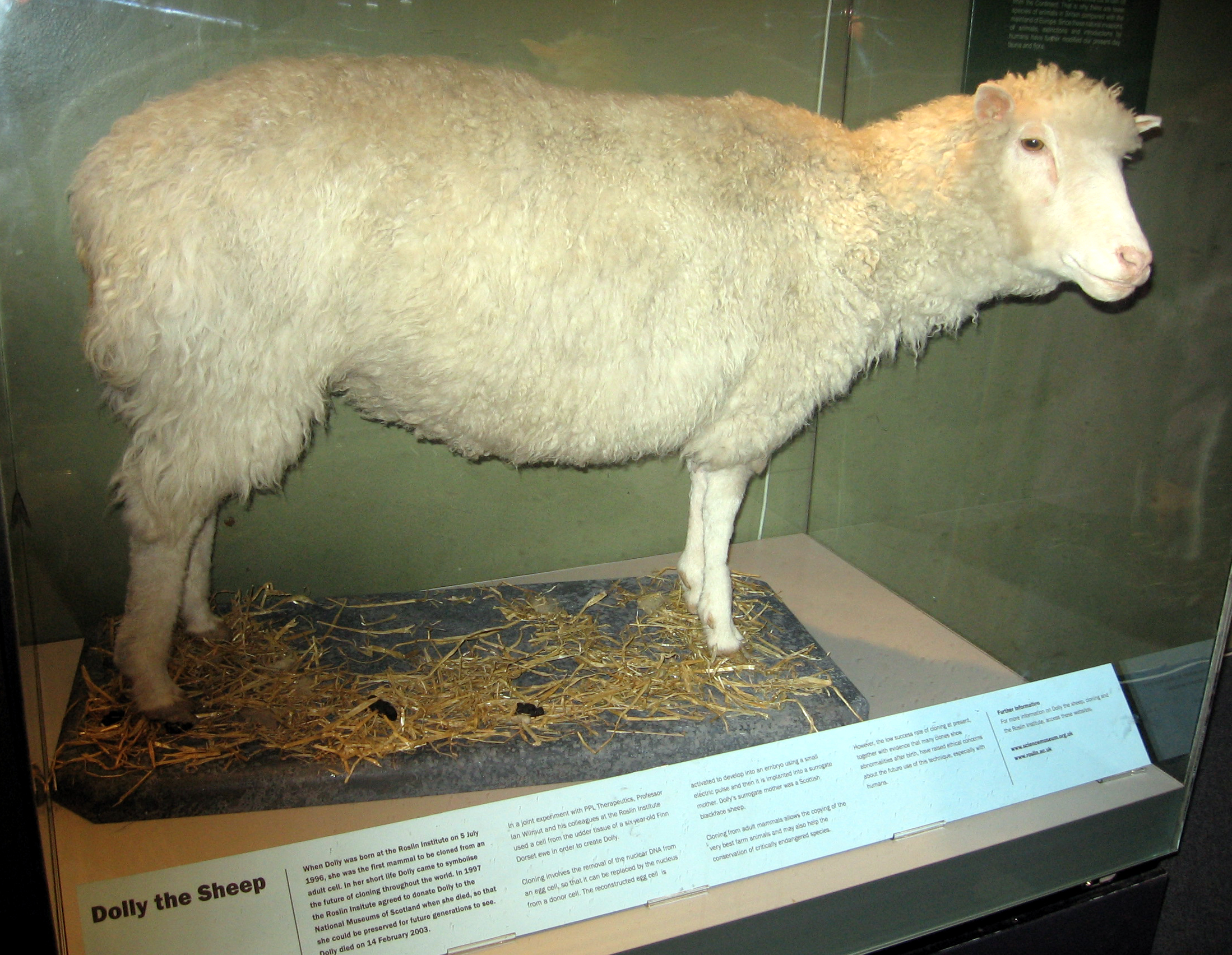
克隆羊多利

克隆（cloning）又称选殖、纯系化、无性系化、纯株培养等等，一般是指利用生物技术由无性生殖产生与原个体有完全相同基因组之后代的过程；但也指任何自然或人工产生具有相同或几乎相同 DNA 子代的过程。中文音译“克隆”也对应到英文的动词与名词 clone；前者指複製的動作，後者指複製出來的分子、細胞、或生物。
在园艺学上，克隆是指通过营养繁殖产生的单一植株的后代，很多植物都是通过克隆这样的无性生殖方式从单一植株获得大量的子代个体。在生物學上，是指選擇性地複製出一段DNA序列（分子克隆）、細胞（細胞克隆）或是個體（個體克隆）；其中“细胞克隆”作名词是指“无性繁殖的纯系株落”。
克隆一个生物体意味着创造一个与原先的生物体具有完全一样的遗传信息的新生物体。目前，现代生物学背景下，这通常包括了体细胞核移植。在体细胞核移植中，卵母细胞核被除去，取而代之的是从被克隆生物体细胞中取出的细胞核，通常卵母细胞和它移入的细胞核均应来自同一物种。由于，细胞核几乎含有生命的全部遗传信息，宿主卵母细胞将发育成为在遗传上与核供体相同的生物体。粒線體DNA这里虽然没有被移植，但相对来讲粒线体DNA还是很少的，通常可以忽略其对生物体的影响。

## 語源與語意
英语 clone 源于古希腊语 κλών（klṓn，“twig”），义为“嫩枝”。在园艺学中，旧时使用 clon 拼法沿用至20世纪早期。其后在词尾加上 e 成为 clone，以表明 -o- 的发音是长元音。近来，随着这个概念及单字在大众生活中广泛使用，拼法已固定使用 clone。
术语 clone 作名词时，是指“从一共同亲代无性繁殖出的群体，其在遗传上具有相同的核酸分子；或相同的细胞；或相同的个体”。而 clone 作动词时，则是指“从这共同亲代产生这群体的全部动作或过程”。在不同语境，clone 一词涵义有些微差异。
术语 clone 在中文里有許多不同的翻译，且依词性、文义、地区而有所不同：
- 在中国大陆的标准汉语中，作名词时，多用音译：克隆，较少使用的意译为：株、殖株、株落、株系、纯系、无性系、无性繁殖细胞系；作动词时，普遍使用音译：克隆。
- 在台灣國語中，作名詞時，可意譯成：株、殖株、純株、株落、株系，或音譯克隆；作動詞時，則意譯為：生物複製、纯化繁殖、純系繁殖、選殖、群殖，或音譯克隆。
- 在香港和澳门，則可翻译成：複製、轉植。

此外，常见的医药名词翻译，亦有些许变体，例如：“单克隆抗体”，可译为“单株抗体”，简称“单抗”。

## 分类

### 個體層次
克隆通常是一种生物技术，以人工诱导的无性生殖方式或者自然的无性生殖方式（例如：植物），产生与原个体有完全相同基因组之后代的过程。一个克隆就是一个多细胞生物在遗传上与另外一种生物完全一样。克隆可以是自然克隆，例如：无性生殖或是由于偶然的原因产生两个遗传上完全一样的个体（就像同卵双生一样）。但是，我们通常所说的克隆是指通过有意识的设计来产生的完全一样的复本。

### 分子層次
克隆一个基因是指从一个个体中获取一段基因（例如：通过聚合酶鏈式反應的方法），然后将其插入另外一个个体（通常是通过载体），再加以研究或利用。克隆有时候是指成功地鉴定出某种顯性的基因。所以，当某个生物学家说某某疾病的基因被成功地克隆了，就是说这个基因的位置和DNA序列被确定。而获得该基因的拷贝则可以认为是鉴定此基因的副产品。
- 青蛙、蟾蜍
  - 1952年，美國生物學家布里格斯（英语：Robert Briggs (scientist)）和金（英语：Thomas Joseph King）將豹蛙的细胞核移植到胚胎细胞，在104個樣本中獲得35個完整胚胎和27個蝌蚪。
  - 1954年，英國牛津大學的格登使用完整的體細胞的細胞核克隆了非洲爪蟾，但無法確定移植的細胞核來自完全分化的細胞。
  - 1975年，瑞士巴塞尔免疫學研究所將非洲爪蟾產生抗體的淋巴細胞的細胞核（證明它已完全分化）移植到去核卵中，並獲得了活的蝌蚪。
- 魚
  - 1963年，中國生物學家童第周將雌性鲤鱼DNA插入来自另一只雌性鲤鱼的卵成功克隆了一只雌性鲤鱼，但相关论文发表在一本中文科学期刊，没有翻译成英文，因此不为国际上廣泛知晓。[11]
  - 1981年，美國生物學家史崔辛格（英语：George Streisinger）克隆了斑馬魚。
- 绵羊
  - 1996年，爱丁堡大学旗下罗斯林研究所的威尔穆特和坎贝尔克隆了多利，第一隻克隆的哺乳动物。
- 鼠
  - 1998年，Cumulina，夏威夷大學
  - 2013年，日本茨城縣茨城市的理化学研究所理研研究小組，团队召集人是小倉淳郎，从老鼠的尾巴采取一滴血液，利用白血球的核來复制动物，將來或許可運用於複製其他動物。[12]
- 猕猴
  - 2000年1月，Tetra，雌性。使用胚胎分割法。
- 猪
  - 2000年3月，5只苏格兰PPL小猪；8月，Xena，雌性。
  - 2013年1月30日，臺灣成功複製迷你豬，國家科學委員會公布，由臺灣3所學術機構共同花了3年時間，成功改良新式的胚複製技術「手工卵子分切複製技術」，已複製出兩胎花斑迷你豬，其中1隻已成功繁衍後代，顯示技術已達成熟階段，其後豬隻由竹南動科所飼養。[13]
- 牛
  - 2001年，Alpha和Beta，雄性
- 猫
  - 2001年底，一家位於加州的公司成功創造出第一隻複製貓CopyCat（CC），雌性。
- 兔
  - 2003年3、4月，分别在法国和朝鲜独立地实现
- 骡
  - 2003年5月，爱达荷Gem，雄性；6月，犹他先锋，雄性
- 鹿
  - 2003年，Dewey
- 马
  - 2003年，Prometea，雌性
- 狗
  - 2005年，韩国首尔大学实验队，史纳比[14][15]
- 灰狼
  - 2007年，韩国首尔大学动物克隆研究组，Snuwolf和Snuwolffy，雄性[16][17]
- 猴
  - 2017年11月27日，世界上首个体细胞克隆猴“中中”在中国科学院神经科学研究所、脑科学与智能技术卓越创新中心的非人灵长类平台诞生；12月5日第二只克隆猴“华华”诞生。[18]

## 困難
尽管動物的克隆技術研究取得了很大进展，目前的成功率还是相当低的：多利出生之前研究人员经历了276次失败的尝试；70隻小牛的出生则是在9000次尝试后才获得成功，并且其中的三分之一在幼年时就死了；Prometea也是花费了328次尝试才成功出生。而对于某些物种，例如猩猩，目前还没有成功克隆的报導。而狗的克隆实验，也是经过数百次反覆试验再得来的成果。
動物複製其他的失敗之作，均變成了畸形的動物。專家表示複製技術的失敗率高達97%。大部分科學家認為修改基因技術是超乎人類知識的極限，因此必須禁止。全球有19個國家已經禁止從事複製人的實驗。英國在2000年12月通過及修訂《人類受精及胚胎法》，准許涉及複製人類胚胎之醫學研究，不過仍禁止任何以繁殖為目的之複製研究。
低成功率可能是克隆囊胚滋养外胚层存在的重编程异常细胞是克隆胚胎發育失败的原因，但这种观点还存在很多争议 。

## 選殖結果
多利出生後的年龄检测表明其出生的时候就上了年纪。她6岁的时候就得了一般老年时才得的关节炎。这样的衰老被认为是端粒的磨损造成的。端粒位於染色体的末端。随着细胞分裂，端粒在复制过程中不断磨损，这通常认为是衰老的一个原因。然而，研究人员在克隆成功牛後却发现它们实际上更年轻。分析它们的端粒表明它们不仅是回到了出生的长度，而且比一般出生时候的端粒更长。这意味着它们可以比一般的牛有更长的寿命，但是由于过度生长，它们當中很多都过早夭折了。研究人员相信相关的研究最终可以用来改变人类的寿命。

## 宗教觀點
天主教會反對生殖性選殖，因為他們認為人要模仿上帝的行為，就絕對不允許。 